# Прибрежный аквальный комплекс у мыса Карангат
Прибрежный аквальный комплекс у мыса Карангат (укр. Прибережний аквальний комплекс біля миса Карангат, крымскотат. Qaranğıt burnu yanındaki yalı akval kompleksi, Къарангъыт бурну янындаки ялы акваль комплекси) — гидрологический памятник природы, расположенный в Крыму. Площадь — 150 км².

## История
Статус памятника природы местного значения присвоен Решением исполнительного комитета Крымского областного Совета народных депутатов от 22.02.1972 № 97.
Является государственным памятником природы регионального значения, согласно Распоряжению Совета министров Республики Крым от 05.02.2015 № 69-р «Об утверждении Перечня особо охраняемых природных территорий регионального значения Республики Крым».

## Описание
Статус памятника природы присвоен с целью сохранения, возобновления и рационального использования типичных и уникальных природных комплексов. На территории памятника природы запрещается или ограничивается любая деятельность, если она противоречит целям его создания или причиняет вред природным комплексам и их компонентам.
Памятник природы занимает прибрежную полосу акватории Чёрного моря, что примыкает к мысу Карангат — южнее села Вулкановка.

### Мыс Карангат
Карангат — мыс на юге Керченского полуострова. Высотой 10-12 м. Сложен из песков, известняков и глин. На мысе есть стратотип карангатского горизонта верхнего плейстоцена. Является объектом учебных географических и геологических полевых практик студентов.

## Природа
Объект охраны — прибрежный аквальный комплекс (участок акватории).
Тип берега мыса — абразивный, высотой 6 м. Терраса мыса Карангат находится на глубине 3-5 м под водой и над водой в несколько метров. Она сложена песчаником и ракушечником с многочисленными остатками морских организмов (устриц, мидий и других двустворчатых и головоногих моллюсков). Формирование этой террасы, вероятно, связано с более высоким уровнем Черного моря, которое было вызвано прорывом вод Средиземного моря (датируется в 8-6 тысяч лет назад).